# فوتبال ارمنستان در ۲۰–۲۰۱۹
مقاله زیر خلاصه‌ای از فصل فوتبال ۲۰۱۹-۲۰۲۰ در ارمنستان است که بیست و هشتمین فصل فوتبال رقابتی در این کشور است و از اوت ۲۰۱۹ تا ژوئیه ۲۰۲۰ برگزار می‌شود.

## جدول‌های لیگ

### لیگ برتر فوتبال ارمنستان
| رتبه | تیم                         | بازی | برد | مساوی | باخت | گل زده | گل خورده | گل تفاضل | امتیاز | صلاحیت                  |
| ---- | --------------------------- | ---- | --- | ----- | ---- | ------ | -------- | -------- | ------ | ----------------------- |
| ۱    | باشگاه فوتبال آرارات-آرمنیا | ۱۸   | ۱۱  | ۳     | ۴    | ۳۳     | ۱۵       | ۱۸+      | ۳۶     | صلاحیت برای دور قهرمانی |
| ۲    | لوری                        | ۱۸   | ۹   | ۵     | ۴    | ۲۷     | ۱۹       | ۸+       | ۳۲     | صلاحیت برای دور قهرمانی |
| ۳    | آلاشکرت                     | ۱۸   | ۹   | ۴     | ۵    | ۳۳     | ۲۰       | ۱۳+      | ۳۱     | صلاحیت برای دور قهرمانی |
| ۴    | آرارات ایروان               | ۱۸   | ۹   | ۴     | ۵    | ۲۵     | ۱۸       | ۷+       | ۳۱     | صلاحیت برای دور قهرمانی |
| ۵    | نوآ                         | ۱۸   | ۹   | ۳     | ۶    | ۲۵     | ۱۹       | ۶+       | ۳۰     | صلاحیت برای دور قهرمانی |
| ۶    | شیراک                       | ۱۸   | ۸   | ۴     | ۶    | ۲۵     | ۱۸       | ۷+       | ۲۸     | صلاحیت برای دور قهرمانی |
| ۷    | پیونیک                      | ۱۸   | ۷   | ۲     | ۹    | ۳۵     | ۳۶       | ۱−       | ۲۳     | صلاحیت برای دور سقوط    |
| ۸    | اورارتو                     | ۱۸   | ۶   | ۵     | ۷    | ۲۲     | ۲۴       | ۲−       | ۲۳     | صلاحیت برای دور سقوط    |
| ۹    | گاندزاسار کاپان             | ۱۸   | ۴   | ۶     | ۸    | ۲۰     | ۲۵       | ۵−       | ۱۸     | صلاحیت برای دور سقوط    |
| ۱۰   | ایروان                      | ۱۸   | ۰   | ۰     | ۱۸   | ۱۱     | ۶۲       | ۵۱−      | ۰      | انصراف                  |

#### دور قهرمانی
| رتبه | تیم               | بازی | برد | مساوی | باخت | گل زده | گل خورده | گل تفاضل | امتیاز | صلاحیت                             |
| ---- | ----------------- | ---- | --- | ----- | ---- | ------ | -------- | -------- | ------ | ---------------------------------- |
| ۱    | آرارات-آرمنیا (C) | ۲۸   | ۱۵  | ۷     | ۶    | ۴۵     | ۲۳       | ۲۲+      | ۵۲     | صعود به لیگ قهرمانان اروپا ۲۱–۲۰۲۰ |
| ۲    | نوآ               | ۲۸   | ۱۴  | ۶     | ۸    | ۳۷     | ۲۷       | ۱۰+      | ۴۸     | صعود به لیگ اروپا ۲۱–۲۰۲۰          |
| ۳    | آلاشکرت           | ۲۸   | ۱۴  | ۵     | ۹    | ۵۱     | ۳۱       | ۲۰+      | ۴۷     | صعود به لیگ اروپا ۲۱–۲۰۲۰          |
| ۴    | شیراک             | ۲۸   | ۱۳  | ۷     | ۸    | ۴۰     | ۳۰       | ۱۰+      | ۴۶     | صعود به لیگ اروپا ۲۱–۲۰۲۰          |
| ۵    | لوری              | ۲۷   | ۱۰  | ۱۰    | ۷    | ۳۵     | ۳۳       | ۲+       | ۴۰     | [ b ]                              |
| ۶    | آرارات ایروان     | ۲۷   | ۹   | ۶     | ۱۲   | ۳۱     | ۳۶       | ۵−       | ۳۳     | [ b ]                              |

1. ↑  نوآ با پیروزی در بازی 2019–20 Armenian Cup، به دور اول مقدماتی لیگ اروپا راه یافت. .
2. ↑  مسابقه بین لوری و آرارات ایروان در ۱۰ ژوئیه لغو شد و هیچ امتیازی به آن‌ها تعلق نگرفت.[۳]

#### دور سقوط
| رتبه | تیم             | بازی | برد | مساوی | باخت | گل زده | گل خورده | گل تفاضل | امتیاز |
| ---- | --------------- | ---- | --- | ----- | ---- | ------ | -------- | -------- | ------ |
| ۱    | اورارتو         | ۲۲   | ۸   | ۶     | ۸    | ۲۶     | ۲۷       | ۱−       | ۳۰     |
| ۲    | پیونیک          | ۲۲   | ۸   | ۲     | ۱۲   | ۳۹     | ۴۲       | ۳−       | ۲۶     |
| ۳    | گاندزاسار کاپان | ۲۲   | ۶   | ۷     | ۹    | ۲۵     | ۲۹       | ۴−       | ۲۵     |

### لیگ دسته اول فوتبال ارمنستان
لیگ دسته اول فوتبال ارمنستان ۲۰–۲۰۱۹

## جام حذفی فوتبال ارمنستان

### نهایی
| باشگاه فوتبال نوآ | ۵–۵ (و.ا.) | باشگاه فوتبال آرارات-آرمنیا |
| --- | ---------- | --- |
| Mayrovich ۳۹'، ۶۰' · Kryuchkov '۴۹ · Azarov ۵۶' (پنالتی)، ۱۱۵' (پنالتی) · Spătaru ۶۷' · Kovalenko '۱۰۶ · V. Movsisyan '۱۱۳ | گزارش      | Louis ۸'، ۴۰' · A. Tatayev ۲۳' (گل‌به‌خودی) · Otubanjo ۲۹'، ۱۱۷' · رشدی اشنطیح '۵۵ · Kobyalko '۸۹ · کوجو کسه آلفونس · Čupić '۱۲۰+۲ |
| ضربات پنالتی |            | |
| K. Bor · Azarov · V. Avetisyan · یوری گارگینیان · S. Dmitriev · Kovalenko · E. Grigoryan · Kryuchkov · R. Krusnauskas      | ۷–۶        | A. Nahapetyan · Kobyalko · Ângelo · گور مالاکیان · Otubanjo · زکریا سانوگو · آلکس جونیور کریستیان · دمیتری گوز · آرتور دانیلیان  |

## تیم ملی

### مقدماتی جام ملت‌های اروپا ۲۰۲۰
الگو:جدول‌های گروهی مقدماتی جام ملت‌های اروپا ۲۰۲۰
| ۵ سپتامبر ۲۰۱۹ UEFA Euro 2020 qualifying | ارمنستان               | ۱ – ۳ | ایتالیا                                                                | ایروان، ارمنستان                                                                                    |
| ۲۰:۰۰ یوتی‌سی ۴:۰۰+                       | آلکساندر کاراپتیان ۱۱' | گزارش | آندره‌آ بلوتی ۲۸' · لورنزو پلگرینی ۷۷' · آرام هایراپتیان ۸۰' (گل‌به‌خودی) | ورزشگاه: ورزشگاه جمهوریت وازگن سارگسیان تماشاگران: ۱۳٬۶۸۰ داور: دانیل سیبرت (فدراسیون فوتبال آلمان) |

| ۸ سپتامبر ۲۰۱۹ UEFA Euro 2020 qualifying | ارمنستان                                                                     | ۴ – ۲ | بوسنی و هرزگوین               | ایروان، ارمنستان                                                                                     |
| ۱۷:۰۰ یوتی‌سی ۴:۰۰+                       | هنریخ مخیتاریان ۳'، ۶۶' · هوهانس هامبارتسومیان ۷۷' · Lončar ۹۰+۵' (گل‌به‌خودی) | گزارش | ادین ژکو ۱۳' · عامر گوجاک ۷۰' | ورزشگاه: ورزشگاه جمهوریت وازگن سارگسیان تماشاگران: ۱۲٬۴۵۷ داور: بنوا باستین (فدراسیون فوتبال فرانسه) |

| ۱۲ اکتبر ۲۰۱۹ UEFA Euro 2020 qualifying | لیختن‌اشتاین  | ۱ – ۱ | ارمنستان            | فادوتس، لیختن‌اشتاین                                                                      |
| ۲۰:۴۵ یوتی‌سی ۲:۰۰+                      | Y. Frick ۷۲' | گزارش | تیگران بارسقیان ۱۹' | ورزشگاه: ورزشگاه راین پارک تماشاگران: ۲٬۲۸۵ داور: ایشتوان کوواچ (فدراسیون فوتبال رومانی) |

| ۱۵ اکتبر ۲۰۱۹ UEFA Euro 2020 qualifying | فنلاند                              | ۳ – ۰ | ارمنستان | تورکو، فنلاند                                                                                    |
| ۱۹:۰۰ یوتی‌سی ۳:۰۰+                      | فردریک ینسن ۳۱' · تمو پوکی ۶۱'، ۸۸' | گزارش |          | ورزشگاه: ورزشگاه وریتاس تماشاگران: ۷٬۲۳۱ داور: خسوس خیل مانزانو (فدراسیون فوتبال سلطنتی اسپانیا) |

| ۱۵ نوامبر ۲۰۱۹ UEFA Euro 2020 qualifying | ارمنستان | ۰ – ۱ | یونان       | ایروان، ارمنستان                                                                                        |
| ۲۱:۰۰ یوتی‌سی ۴:۰۰+                       |          | گزارش | Limnios ۳۵' | ورزشگاه: ورزشگاه جمهوریت وازگن سارگسیان تماشاگران: ۶٬۴۵۰ داور: Paweł Raczkowski (اتحادیه فوتبال لهستان) |

| ۱۸ نوامبر ۲۰۱۹ UEFA Euro 2020 qualifying | ایتالیا | ۹ – ۱ | ارمنستان          | پالرمو، ایتالیا                                                                              |
| ۲۰:۴۵ یوتی‌سی ۲:۰۰+                       | چیرو ایموبیله ۸'، ۳۳' · نیکولو زانیولو ۹'، ۶۴' · نیکولو بارلا ۲۹' · آلسیو رومانیولی ۷۲' · جورجینیو ۷۵' (پنالتی) · ریکاردو اورسولینی ۷۸' · فدریکو کیه‌زا ۸۱' | گزارش | ادگار بابایان ۷۹' | ورزشگاه: ورزشگاه رنتسو باربرا تماشاگران: ۲۷٬۷۵۲ داور: Tiago Martins (فدراسیون فوتبال پرتغال) |